# Dinghu Shan
Dinghu Shan är ett berg i Kina. Det ligger i provinsen Guangdong, i den södra delen av landet, omkring 73 kilometer väster om provinshuvudstaden Guangzhou. Toppen på Dinghu Shan är 249 meter över havet, eller 79 meter över den omgivande terrängen. Bredden vid basen är 0,67 km.
Runt Dinghu Shan är det tätbefolkat, med 276 invånare per kvadratkilometer. Närmaste större samhälle är Zhaoqing, 16,3 km sydväst om Dinghu Shan. I omgivningarna runt Dinghu Shan växer i huvudsak städsegrön lövskog.
Genomsnittlig årsnederbörd är 2 190 millimeter. Den regnigaste månaden är maj, med i genomsnitt 366 mm nederbörd, och den torraste är januari, med 32 mm nederbörd.